# Vino Novog sveta
Vina Novog sveta su vina proizvedena van tradicionalnih vinogradarskih područja Evrope i Bliskog istoka, posebno iz Argentine, Australije, Kanade, Čilea, Meksika, Novog Zelanda, Južne Afrike i Sjedinjenih Država (pre svega Kalifornije). Ova fraza označava razliku između ovih vina iz „novog sveta“ i onih vina proizvedenih u zemljama „Starog sveta“ sa dugom istorijom proizvodnje vina, u suštini u Evropi, pre svega u Francuskoj, Italiji, Nemačkoj, Španiji i Portugaliji.

## Istorija

### Rana vina u Americi
Alkoholna pića su pravili autohtoni narodi Amerike pre doba otkrića. Poznato je da su autohtoni narodi koristili kukuruz, krompir, kvinoju, plodove bibera i jagode za pravljenje alkoholnih pića. Uprkos postojanju vrsta iz roda Vitis (kome pripada Vitis vinifera) u Venecueli, Kolumbiji, Centralnoj Americi i Meksiku, domorodački narodi nisu fermentisali ove vrste i stoga nisu pravili vino.
Španski doseljenici u Americi su prvobitno doneli životinje i biljke iz Starog sveta u Ameriku za sopstvenu potrošnju u pokušaju da reprodukuju ishranu koju su imali u Španiji i Evropi. Dalji stimulans za proizvodnju vina Novog sveta u Španskoj Americi mogao bi biti to što evropska vina koja su izvožena u Ameriku uopšte nisu transportovana u flašama niti zapečaćena plutom zbog čega su bila sklona kiselosti.
Pokušaji uzgoja vinove loze u Americi počeli su u Hispanioli tokom drugog putovanja Kolumba 1494. godine. Ferdinand II od Aragona, kralj Španije, zabranio je sadnju vinove loze u Hispanioli 1503. godine. Nakon uspostavljanja vinove loze u Hispanioli početkom 16. veka, vinogradi su uspešno osnovani u Meksiku 1524. godine. Hernan Kortez, osvajač Meksika, promovisao je uspostavljanje vinove loze i 1524. je to učinio uslovom za španske naseljenike koji su želeli da steknu zemlju na Meksičkoj visoravni da osnuju vinograde u svojim zemljama. Poznato je da su gajenje vinove loze u Peruu pokrenuli Bartolome de Terazas i Francisko de Karabantes tokom 1540-ih. Potonji je osnovao vinograde u Iki, odakle su vinove loze odnete u Čile i Argentinu.
Najzastupljenije od ranog grožđa bilo je crno grožđe po imenu Misija (španski: Misión) koje je zasađeno u Meksiku, a potom iu Teksasu, a kasnije i u Kaliforniji. Grožđe istog roda zasađeno je u Peruu, gde je dobilo ime Negra peruana (peruansko crno) i odatle je nastalo najčešće čileansko grožđe: País. Ovo čileansko grožđe je uvedeno u sadašnju Argentinu gde je postalo poznato kao Criolla chica. Pretpostavlja se da ovo grožđe potiče iz Španije, ali postoji i mogućnost da potiče iz Italije, jer veoma podseća na sortu Monika koja se uzgaja na Sardiniji kao i u Španiji.
U drugoj polovini 16. veka, potražnja za vinom među španskim naseljenicima izazvala je porast izvoza španskog vina u Meksiko i Kubu. Međutim, to nije bio slučaj sa Peruom, Čileom i Argentinom, gde se uzgoj vinograda pokazao uspešnim i stoga je postojala manja potreba za uvozom španskih vina. U odnosu na Peru i Čile, španski doseljenici u Meksiku osnovali su vrlo mali broj vinograda.
U 16. i 17. veku glavna vinogradarska oblast Amerike bila je u centralnoj i južnoj obali Perua, tačnije u oblasti Ika i Pisko. Pored Perua i Čilea, Paragvaj se, uprkos visokim temperaturama, razvio u oblast za proizvodnju vina u 16. veku. Ernando Arias de Saavedra koji je posetio grad Asunsion 1602. rekao je da ima 187 vinograda sa ukupno 1.768.000 pojedinačnih biljaka. Drugi izvori navode 2.000.000 i 1.778.000 biljaka otprilike u isto vreme. Paragvajsko vino se izvozilo nizvodno u Santa Fe, a odatle na tržište Platine. Poznato je i da je paragvajsko vino dosezalo Kordobu u centralnoj Argentini.

## Literatura
Del Pozo, José (2004) [1998]. Historia del vino chileno (на језику: шпански) (3 изд.). Editorial Universitaria. ISBN 956-11-1735-5.